# Козелец (Черниговска област)
Козе́лец (на украински: Козе́лець) e селище и административен център на Козелецка селищна община в Черниговски район на Черниговска област в Украйна.
Идентификационният код на селото според въведеният през 2020 г. Кодификатор на административно-териториалните единици и територии на териториалните общини (КАТОТТГ) е: UA74100190010032782.
Към 1 януари 2022 г. в селището живеят 7.496 души.

## Символика
Гербът на Козелец е утвърден през 1663 г. и представлява сребърна коза със златни рога и крака, която на гърба си носи златно кълбо с кръст (държава).
Знамето на Козелецкото представлява зелено-синьо-жълто платно с открояващ се бял квадрат в горния ляв ъгъл на две трети от ширината на знамето.

## История

### Хронология
Селището е известно от началото на XVII век като укрепен град, който е бил част от Полско-литовската държава под името Kozelec.
Името, очевидно, произлиза от любимата храна на домашните животни – дивите цветя от рода кокеш (на латински: Scorzonera), които на руски се наричат козелец, или може би от козята гора в района, наричана в старо време „козелес“, където е имало много диви кози.
На „Специален и подробен план на Украйна...“ дьо Боплан (1648 г.) и на по-късни карти е отбелязан като Kesellze.
Козлец става особено известен в началото на XVII век. По това време той е значим и добре укрепен град на източната граница на Полско-литовската държава, към която той спада. По това време културата на селското стопанство и свързаните с него суровини и преработвателна промишленост, особено мелничарството, достига високо ниво тук. 
Свободното и пълноценно развитие на народа обаче е възпрепятствано от социалното потисничество от шляхатата (благородническото съсловие), което е допълнително утежнено от етническото (полското) и религиозното (католическото) потисничество. Ето защо населението взема активно участие в селско-казашките въстания срещу полската шляхта през 1620-те и 1630-те години. През 1648–1657 г. се състои Въстанието на Хмелницки, с което казаците се отцепват от Полско-литовската държава и основават тяхна собствена, която те наричат Казашко хетманство, в която се намира и Козелец. През 1654 г. Козлец се превръща в град на сотня (второстепенна административно-териториална единица), която е част от Киевскияполк (първостепенна административно-териториална единица).
С грамота от 1656 г. Богдан Хмелницки предоставя на Козлец Магдебургското право. Това право било потвърдено и от руското правителство, което било много важно за защитата на града от феодален произвол. Магдебургското право дава възможност да се създават органи на самоуправление, да се избира магистрат (градски съвет) начело с войт (кмет), подчинен само на хетмана (държавния глава).
През 1662 г. тук се провежда Козелецкият съвет, на който Яким Семьонович Сомко е избран за хетман на Левобережна Украйна.
През 1708 г. Козелец става център на администрацията на Киевския полк. Този статут, както и развитието на занаятите и търговията, предизвикват бързия растеж и разширяване на самия град. Особен възход на града се състои през 1770-те години. Несъмнено това се дължи до голяма степен от бързото социално издигане на Олексий Розумовски, родом от тази местност, произхождащ от украинския казашки род Розумови. Той е фаворит на руската императрица Елисавета Петровна, генерал-фелдмаршал (1756 г.), титулуван княз на Свещената римска империя и граф на Руската империя (1744 г).

### Основаване. Произход на името
Археологически паметници: селище от III–V век, крепост и могила от периода от периода на Киевска Рус (IX–XIII век).
През 1649 г. е център на Козелецката сотня на Киевския полк.
През 1656 г. му е предоставено Магдебургското право.
През 1662 г. тук се провежда казашки съвет на старшините (министри), на който Яким Сомко е избран за хетман на Украйна.
През 1679 г. градът е разрушен от кримските татари.
През 1708 г. полковото управление на Киевския полк е преместен в Козелец — тук са живели полковникът и друг висши чиновници, градът остава административен център на полка до 1781 г.
От 1782 г. е повятен град на Киевското наместничество, от 1797 г. на Малоруска губерния, от 1802 г. на Черниговска губерния.
През 1752 г. е основана болницата, а от 1765 г. работи конна поща.
В средата на XVIII век се появяват фабрики: 4 тухларски и една кожухарска.

През пролетта на 1846 г. Тарас Шевченко посещава града, когато пътува от името на Археологическата комисия, за да скицира архитектурните и исторически паметници на Черниговска губерния. В своята повест „Княгинята” той описва Козелец и тамошния архитектурен паметник – катедралата „Рождество Богородично“.
- Катедрала „Рождество Богородично“
- Камбанарията[неработеща препратка] е построена през 1752–1766 г.
- Храмовият[неработеща препратка] комплекс - катедрала и камбанария
- Детайли[неработеща препратка] на украсата
- Дървеният[неработеща препратка] резбован иконостас е висок 27 метра.
- Икони[неработеща препратка] от иконостаса на катедралата, изложени в Киев.
- Интериор[неработеща препратка] на подземната зала

През 1866 г. има 441 двора (домакинства), 4.459 жители, повятово (областно) и енорийско училище, тютюнева фабрика, 2 тухларски фабрики, провеждат се 5 панаира годишно; през 1897 г. има 638 двора, 5.786 жители.
В началото на XX век в Козелец има 3 основни училища, мъжка гимназия (1912 г.), девическа прогимназия (основно училище) (1914 г.) и Козелецко висше начално училище (1913 г.).
През 1906–1916 г. излиза седмичното списание „Листче с обявления на Козелецкото уездно земство“.
По време на Гладомора, организиран от съветските власти през 1932-1933 г. загиват най-малко 145 жители на селището.
На 29 септември 1943 г. гермските нацистки части са изтласкани от Козелец от съветските войски.
На 8 април 2017 г. Киевският и на цяла Русия и Украйна Патриарх Филарет извършва освещаването на престола и първата Божествена литургия на храма „Възнесение Господне“ в Козелка.
На 6 март 2022 г., в хода на Руското нападение над Украйна, в селището са отправени над 100 единици оръжия и военно оборудване, включително TOS-1 „Буратино“.

## Исторически паметници
- Катедралата „Рождество Богородично“ (1753–1766 г.)
- Имение „Покорщина“ (XVIII век)
- Църква „Св. Николай“ (1784 г.)
- Сграда на Полковата канцелария на Киевския полк (1756–1760 г.)
- Църква „Възнесение Господне“ (1866–1864 г.). Работи като храм на Православната църква на Украйна.

## Население

### Численост на населението[16]
| 1897 г. | 1959 г. | 1979 г. | 1989 г. | 2001 г. | 2016 г. | 2020 г. | 2022 г. |
| ------- | ------- | ------- | ------- | ------- | ------- | ------- | ------- |
| 5.141   | 5.774   | 8.416   | 9.545   | 8.916   | 8.142   | 7.758   | 7.496   |

### Разпределение на населението по роден език(2001 г.)
| украински език | руски език |
| -------------- | ---------- |
| 96,24 %        | 3,26 %     |

## Галерия
- Печат[неработеща препратка] на Козлец (1698 г.)
- Катедралата[неработеща препратка] „Рождество Богородично“
- Църквата[неработеща препратка] „Св. Николай“
- Църквата[неработеща препратка] „Възнесение господне“
- Сградата[неработеща препратка] на Полковата канцелария на Киевския полк (военна и териториално-административна единица в Казашкото хетманство)
- Главна[неработеща препратка] сграда в имението „Покорщина“
- Имението[неработеща препратка] на киевския полковник Юхим Дараган. Сградата е била използван като склад за оръжия, а също и като съкровищница (трезор) на Киевския полк.
- Сградата[неработеща препратка] на районния съвет и администрацията
- Ресторант[неработеща препратка]
- Възпоменателна[неработеща препратка] монета на Украйна 10 гривни с катедралата „Рождество Богородично“
- Църквата[неработеща препратка] „Свети Николай“. На това място е имало църква, в която на 5 май 1861 г. е отслужена панихида за праха на Тарас Шевченко, който е транспортиран от Санкт Петербург до Канив
- Паметник[неработеща препратка] на съветските войници, загинали по време на Втората световна война
- Гледка[неработеща препратка] на река Остьор
- Обект[неработеща препратка] на изкуството „Обичам Козелец“
- Сградата[неработеща препратка] на Гимназия № 1, където през март 1919 г. се провежда Първият окръжен конгрес на Козелечинския съвет
- Гербът[неработеща препратка] на Козлец е сребърен козел, а върху него – златна полусфера с кръст.
- Мястото[неработеща препратка] на смъртта на генерал-майор Георгий Микушев